# Бочаров Ігор Віталійович
І́гор Віта́лійович Бочаро́в (1977—2022) — старший солдат Збройних Сил України, учасник російсько-української війни.

## Життєпис
Народився 20 січня 1977 року.
Мав досвід виконання завдань у зоні проведення АТО та ООС, у 2014 році брав участь у захисті Донецького аеропорту, пройшов Іловайськ, проявив себе надійним побратимом, самовіддано виконував завдання зі зведення інженерних споруд у бойовій обстановці.
Військову службу проходив у 91-му окремому Охтирському полку підтримки.
У 2019 році з миротворчою місією перебував у Косові.
З 24 лютого 2022 року обороняв місто Охтирку, в якому прожив 20 років.
Загинув 26 лютого 2022 в районі міста Охтирка.

## Нагороди та вшанування
- Орден «За мужність» III ступеня[1].
- Почесний громадянин міста-героя Охтирки.